# Očna hirurgija
Očna hirurgija ili oftalmohirurgija označava operacije koje se izvode na oku i njegovim adneksima obično od strane oftalmologa. Većinu operacija oka može izvoditi iskusni opšti oftalmolog, a složenije postupke izvodi oftalmolog koji je dodatno kvalifikovan.

## Priprema i mere opreza
Oko je osetljiv organ, koji zahteva izuzetnu pažnju pre, za vrijeme i nakon hirurškog postupka. Oftalmolog specijalista mora dijagnozirati potrebu za specifičnim postupcima, i odgovoran je za njihovo bezbedno sprovođenje. Mnogi univerzitetski programi omogućavaju pacijentima da se izjasne da li žele da operaciju izvrši lekar specijalista ili specijalizant.
Odgovarajuća anestezija je obavezna za sve operacije oka, a najčešće se u svakodnevnoj praksi, primenjuje lokalna anestezija. Retrobulbarna i peripulbarna infiltracija područja koje okružuje konus očnog mišića služi za imobilizaciju (stavljanje u stanje mirovanja) spoljnih mišića oka i uklanjanje bola. Lokalna anestezija koristi lidokain gel za brze postupke. U lokalnoj anesteziji potrebna je saradnja pacijenta kako bi se olakšao postupak. Opšta anestezija se primenjuje kod dece, mehaničkih povreda oka, masivne orbitotomije i kod anksioznih (uplašenih) pacijenata.
Monitorovanje vitalnih parametara, se preporučuje kod lokalne, a obavezan je kod opšte anestezije. Pre, u toku, i nakon operativnog zahvata, obavezno je poštovanje principa sterilnosti kako operativnog polja, (uključujući primenu antiseptika, npr. povidon joda), tako i obavezna upotreba sterilnih instrumenata, sanitetskog materijala, mantila i rukavica. Plastična ploča s posudom pomaže da se sakupi tečnost za vreme fakoemulzifikacije. Očni spekulum služi da oko drži širom otvoreno. Kod anksioznih pacijenata preporučena je blokada živca facijalisa lidokainom, ili bupivakainom.

## Laserska hirurgija oka
Iako se termini laserska hirurgija oka i refrakcijska hirurgija koriste kao sinonimi, oni to zapravo nisu. Laser se može koristiti za lečenje nerefrakcijskih stanja, dok je radijalna keratotomija primer refrakcijske hirurgije, i izvodi se bez primene lasera.

## Hirurgija katarakte (mrene)
Katarakta (mrena) je zamućenje sočiva prouzrokovano starenjem, bolešću, mikrotalasnim zračenjem, ili traumom. Katarakta ometa pristup i prelamanje svetlosti, što dovodi do stvaranja nejasne slike na mrežnjači. Ako je gubitak vida značajan, obavezno je hirurško odstranjivanje sočiva, a izgubljena optička moć se nadoknađuje plastičnim intraokularnim sočivom. Zbog visoke učestalosti katarakte, uklanjanje zamućenog očnog sočiva, je najčešći operativni zahvat na oku.

## Hirurgija glaukoma
Glaukom je skup bolesti koje utiču na očni živac što dovodi do gubitka vida, i često je karakteriziran povišenjem intraokularnog pritiska. Postoje razne vrste hirurgije glaukoma, i varijacije ili kombinacije tih vrsta. Nezavisno od pristupa, cilj je da se olakša izlazak viška očne tečnosti sa svrhom smanjenja intraokularnog pritiska, ili da se smanji intraokularni pritisak putem smanjenja proizvodnje očne tečnosti.

### Kanaloplastika
Kanaloplastika je napredna, nepenetrantna tehnika kojom se postiže bolja drenaža kroz prirodnu drenažnu kompoziciju očiju i osigurava se kontinuirano smanjenje intraokularnog pritiska. Kanaloplastika koristi mikrokatetersku tehnologiju za jednostavne i minimalno invazivne postupke. Oftalmolog stvara sićušne useke za pristup kanalu u oku. Mikrokateter kružno prolazi kroz kanal oko dužice proširujući glavni drenažni kanal i njegove manje kolektorske kanale putem injekcije sterilnog materijala poput gela koji se naziva viskoelastik. Kateter se zatim ukloni, i napravi se šav unutar kanala. Otvaranjem kanala može se smanjiti intraokularni pritisak.

## Refrakcijska hirurgija
Refrakcijska hirurgija ima za cilj korekciju greške loma svetlosti u oku, te smanjuje ili uklanja potrebu za korektivnim sočivima.
- Keratomileusis je metod preoblikovanja površine rožnjače kako bi se izmijenila njena optička moć. Disk rožnjače se oljušti, brzo zamrzne, izbrusi i zatim ponovno vrati.
- Automatizovana lamelarna keratoplastika (ALK)
- Laserska in-situ keratomilesusis (LASIK)[2]
- IntraLASIK
- Laserska subepitelijalna keratomileusis (LASEK) – Epi-LASIK
- Fotorefraktivna keratektomija[3]
- Laserska termalna keratoplastika
- Konduktivna keratoplastika (CK) koristi radio talase da izvrši pritisak na kolagen rožnjače. Koristi se za lečenje blage do umerene hiperopije.
- Relaksaciono zasecanje limbusa za ispravljanje manjeg astigmatizma.
- Astigmatska keratotomija (AK)
- Radijalna keratotomija (RK)
- Heksagonalna keratotomija (HK)
- Epikeratofakija je odstranjenje epitela rožnjače i zamena sa umetkom.[4]
- Intrakornealni prstenovi (ICRs), ili delovi prstena rožnjače[5]
- Implantabilna kontaktna sočiva

### Ispravljanje dalekovidnosti
- Prednja cilijarna sklerotomija
- Lasersko ispravljanje dalekovidnosti
- Skleralne ekspanzivne mišićne tetive

### Hirurgija rožnjače
Hirurgija rožnjače obuhvata većinu refrakcijske hirurgije, kao i sledeće metode:
- Transplantacija (presađivanje) rožnjače je uklanjanje zamućene ili bolesne rožnjače, i njena zamjena sa zdravom rožnjačom donora.
- Perforativna keratoplastika (PK)
- Bostonska keratoprosteza (kPro)
- Fototerapeutska keratektomija (PTK)[6]
- Izrezivanje pterigija[7]
- Tetoviranje rožnjače
- Osteo-odonto-keratoprosteza (OOKP), u kojoj je osnova veštačke rožnjače dobijena iz zuba i okolne vilične kosti.[8] Ovo je još uvijek eksperimentalna metoda i primenjuje se kod bolesnika sa teško oštećenim očima, prvenstveno nakon zadobijanja opekotina.[9]

## Hirurgija staklastog tela i mrežnjače
Hirurgija staklastog tela i mrežnjače, ili vitreoretinalna hirurgija, obuhvata sljedeće zahvate:
Vitrektomija
- Prednja vitrektomija je uklanjanje prednjeg dijela staklastog tela. Upotrebljava se za sprečavanje i lečenje gubitka staklastog tela tokom operacije katarakte ili rožnjače, ili za uklanjanje prolabirane ili uklještenog staklastog tela u stanjima kao što su afakija, razdor zadnje kapsule sočiva, zenični blok (glaukom uzrokovan uklještenjem staklastog tela u zeničnom otvoru).

- Pars plana vitrektomija (PPV), ili trans pars plana vitrektomija (TPPV) je postupak uklanjanja zamućenja I membrana pars plana rezom. Često se kombinuje sa drugim intraočnim zahvatima za lečenje gigantskih suza mrežnjače, tradicionalnih odvajanja mrežnjače, i odvajanja zadnje strane staklastog tela.

Panretinalna fotokoagulacija (PRP)', je tip fotokoagulacijske terapije koja se koristi u lečenju dijabetesne retinopatije.
Popravak odvojene mrežnice;
- Ignipunkcija je zastarela metoda koja uključuje kauterizaciju (spaljivanje) mrežnjače sa jako vrućim zašiljenim instrumentom.[12]
- Skleralna kopča se koristi kod popravka odvojene mrežnjače pomicanjem “kopčanjem“ sklere prema naprijed, najčešće zašivanjem komadića očuvane sklere ili silikonske gume za njenu površinu.[13]
- Laserska fotokoagulacija, ili fotokoagulacijska terapija, je upotreba lasera da bi se zatvorila pukotina u retini.[11]
- Pneumatska retinopeksija
- Retinalna kriopeksija, ili krioterapija mrežnjače, je metoda koja koristi veliku hladnoću da napravi korioretinalni ožiljak i da uništi retinalno ili korioidno tkivo.[14]

Popravak rupe u makuli
Parcijalna lamelarna sklerouvektomija
- Parcijalna lamelarna sklerociklokoriodektomija
- Parcijalna lamelarna sklerokorioidektomija

Zadnja sklerotomiija, je otvor načinjen kroz skleru u staklastom telu, zbog odvojene mrežnjače ili uklanjanja stranog tijela. https://web.archive.org/web/20060614054631/http://www.merckmedicus.com/pp/us/hcp/thcp_dorlands_content.jsp?pg=%2Fppdocs%2Fus%2Fcommon%2Fdorlands%2Fdorland%2Fdmd_s_05.htm. Архивирано из оригинала 14. 06. 2006. г. Недостаје или је празан параметар |title= (помоћ)
Radijalna optička neurotomija
Operacija translokacije makule;
- Pomoću 360° retinotomije
- Pomoću tehnike skleralne imbrikacije

## Operacije spoljih očnih mišića
Operacije spoljnih očnih mišića, sa oko 1,2 milion zahvata godišnje, su na trećem mestu po učestalosti operacija oka u SAD.
Operacija spoljnih očnih mišića, ispravlja razrokost (strabizam) i uključuje sledeće :
- Postupci produžavanja/slabljenja mišića
  - Povlačenje, je metoda slabljenja mišića odpozadi prema njegovom početku.
  - Miektomija
  - Miotomija
  - Tenektomija
  - Tenotomija
- Postupci skraćivanja/jačanja mišića
  - Resekcija mišića
  - Nabiranje mišića
  - Antepozicija mišićnog pripoja, je pomeranje pripoja očnog mišića na očnoj jabučici unapred.
- Postupci transpozicije/repozicije
  - Postavljanje podesivog šava, je metoda prišivanja ekstraokularnog mišića šavom koji se može skratiti ili produžiti unutar prvog postoperativnog dana, da bi se oko bolje centriralo.

## Okuloplastična hirurgija
Okuloplastična hirurgija, ili okuloplastika, je subspecijalizacija oftalmologije koja se bavi rekonstrukcijom oka i pridruženih struktura. Okuloplastični hirurg izvodi zahvate kao što su popravak spuštenih kapaka, i postupak podmlađivanja lica uključujući lasersko zaglađivanje kože, podizanje kapaka, podizanje obrva, i čak podizanje obraza. Uobičajeni zahvati su:

### Hirurgija očnih kapaka
Blefaroplastika (operacija gornjih i donjih očnih kapaka);
- Blefaroplastika je plastična operacija kapaka kojom se uklanja višak kože i supkutanog masnog tkiva.[17]
- Azijatska blefaroplastika
- Korekcija ptoze (spuštenog kapka)
- Korekcija ektropija
- Korekcija entropija

Korekcija kantusa (očnog ugla);
- Kantektomija je hirurško odstranjenje tkiva na spojnicama gornjih i donjih očnih kapaka[18]
- Kantoliza je hirurška podjela kantusa[18]
- Kantopeksija
- Kantoplastika je plastična hirurgija kantusa[18]
- Kantorafija je šivanje vanjskog kantusa radi skraćivanja očnog rascepa
- Kantotomija je hirurška podela kantusa, obično spoljnjeg kantusa[18]
- Lateralna kantotomija je hirurška podela spoljnjeg ugla[18]
- Epikantoplastika

Tarzorafija je postupak u kojim se očni kapci delimično zašiju da bi se suzio očni raspon (npr. kod lagoftalmusa).
Okuloplastična hirurgija odnosi se na specijalističku rekonstruktivnu i kozmetičku (estetsku) hirurgiju abnormalnosti regiona lica oko očnih kapaka koje mogu biti prisutne pri rođenju, ili stečene kasnije procesom starenja, kao posledice nesreće, tumora i slično.
Ovo uključuje ciste i tumore veđa, malpoziciju poput spuštenog kapka (ptoza), uvrtanje (entropija) ili izvrtanje (ektropija) ruba kapka, izbočene oči kod problema sa štitnom žlezdom, suzne oči, rehabilitacija paralize lica i veštačke (proteze) oka.
Okuloplastični hirurzi takođe izvode estetske zahvate i operacije da bi poboljšali kozmetski izgled lica, poput blefaroplastike (podizanje kapaka), da bi uklonili višak kože na gornjem kapku i vrećice ispod očiju; podizanje obrva, injekcije Botoxa i dermalnih punjenja da bi uklonili bore.

## Hirurgija suznog aparata
- Dakriocistorinostomija (DCR) ili dakriocistorinotomija je postupak uspostavljanja protoka suza u nos iz suzne vrećice kod nefunkcionalnog nasolakrimalnog kanala[18][19]
- Kanalikulodakriocistostomija je hirurška korekcija urođene neprohodnosti suznog kanala gde se zatvoreni segment izreže i otvoreni kraj se spoji sa suznom vrećicom[18][20]
- Kanalikulotomija uključuje rascep suznih tačkica i kanalića radi olakšanja pojačanog suzenja[18]
- Dakrioadenektomija je hirurško odstranjenje suzne žlijezde[18]
- Dakriocistektomija je hirurško odstranjenje dela suzne vreće[18]
- Dakriocistostomija je zasecanje suzne vrećice koje se ostavi trajno otvoreno, obično u svrhu drenaže[18]
- Dakriocistotomija je zasecanje suzne vrećice[18]

## Odstranjenje oka
- Enukleacija je odstranjenje oka ostavljajući očne mišiće i preostali sadržaj očne šupljine netaknutim.[21]
- Evisceracija je odstranjenje sadržaja oka ostavljajući beonjaču nedirnutom. Obično se izvodi kako bi se smanjio bol u slepom oku.[22]
- Egzenteracija očne šupljine je odstranjenje celog unutarnjeg sadržaja očne šupljine, uključujući oko, spoljašnje očne mišiće, mast i tkivo spojnice; uglavnom zbog malignih očnih tumora.[23]

## Hirurgija orbite
- Rekonstrukcija orbite/očna proteza (umetne oči)
- Dekompresija orbite kod Gravesove bolesti

## Ostale okuloplastične operacije
- Injekcije botoksa
- Mikrodermabrazija ultrapilingom
- Endoskopsko podizanje čela i obrva
- Zatezanje lica (ritidektomija)
- Liposukcija lica i vrata
- Plastika obrva

## Druge operacije
Mnogi od ovih opisanih postupaka su istorijski i ne preporučuju se zbog rizika od komplikacija. To se posebno odnosi na operacije cilijarnog tela u svrhu kontrolisanja glaukoma, budući da danas postoje mnogo sigurniji antiglaukomski zahvati, kao što su laser, nepenetrantna hirurgija, filtracijska hirurgija i antiglaukomski implantati (valvule).
- Ciliarotomija je hirurška podela cilijarne zone kod lečenja glaucoma[18]
- Ciliektomija je 1) hirurško odstranjenje dela cilijarnog tiela, ili 2) hirurško odstranjenje ruba veše koji sadrži korene trepavica[18]
- Konjunktivoanstrostomija je otvor načinjen od donje konjunktivalne vreće u maksilarni sinus radi lečenja epifore[18]
- Konjunktivoplastika je plastičnja hirurgija konjunktive[18]
- Konjunktivorinostomija je hirurška korekcija totalne obstrukcije lakrimalnog kanala kojom je konjunktiva spojena sa nosnom šupljinom da bi se poboljšao protok suza[18]
- Korektomedializa, ili koretomedializa, je ekscizija malog dela irisa na njegovom spoju sa cilijarnim tijelom da bi se stvorila umetna zenica[18]
- Korektomija, ili koretomija, je bilo koji hirurški zahvat na irisu kod zenice[18]
- Koreliza je hirurško odvajanje priraslina irisa na kapsulu sočiva ili korneje[18]
- Koremorfoza je hirurško oblikovanje umjetne zenice[18]
- Koreplastika, ili koreoplastika, je plastična hirurgija irisa, obično kod formiranja umetne zenice[18]
- Koreoplastika, ili laserska pupilomidrijaza, je svaki postupak kojim se menja veličina ili oblik zenice[18]
- Ciklektomija je isecanje dela cilijarnog tela[18]
- Ciklotomija, ili ciklikotomija, je hirurški rez cilijarnog tela, obično sa ciljem olakšanja glaukoma[18]
- Cikloanemizacija je hirurška obliteracija duge cilijarnih arterija u lečenju glaukoma[18]
- Iridektomezodializa je formiranje umetne zenice pomoću odvajanja i isecanja dijela irisa na periferiji[18]
- Iridodializa, poznata i kao koredializa, je lokalizovano odvajanje ili otrgnuće irisa od njegovog spoja sa cilijarnim telom[18][22]
- Iridenkleiza, ili korenkleiza, je hirurški zahvat za lečenje glaukoma kod kojeg je dio irisa razrezan i zatvoren u limbalnom rezu.[18] (podjeljena je u bazalnu iridenkleisizu i totalnu iridekleisizu[24]).
- Irideza je hirurški postupak kojim je deo irisa provučen i zatvoren u kornealnom rezu da bi se repozicionirala zenica[18] https://web.archive.org/web/20080123134006/http://www.merckmedicus.com/pp/us/hcp/thcp_dorlands_content.jsp?pg=%2Fppdocs%2Fus%2Fcommon%2Fdorlands%2Fdorland%2Fdmd_i_12.htm. Архивирано из оригинала 23. 01. 2008. г. Недостаје или је празан параметар |title= (помоћ)
- Iridokorneosklerektomija je hirurško odstranjenje dela irisa, kornee i sklere[18]
- Iridociklektomija je hirurško odstranjenje irisa i cilijarnog tela[18]
- Iridocistektomija je hirurško odstranjenje dela irisa radi formiranja umetne zenice[18]
- Iridosklerektomija je hirurško odstranjenje dela sklere i dela irisa u regionu limbusa radi lečenja glaukoma[18]
- Iridosklereotomija je hirurška punkcija sklere na granici sa irisom radi lečenja glaukoma[18]
- Rinomektomija je hirurško odstranjenje dela unutarnjeg kantusa[18]
- Trepanotrabekulektomija se koristi kod lečenja hroničnog glaukoma otvorenog i zatvorenog ugla[24]

## Spoljašnje veze
- Tipovi očnih operacija
- Različiti tipovi kozmetičkih očnih operacija
- Operacija katarakte Архивирано на веб-сајту  (11. децембар 2013)

|  | Molimo Vas, obratite pažnju na važno upozorenje u vezi sa temama iz oblasti medicine (zdravlja). |